# Sete Minutos Depois da Meia-Noite (livro)
Sete Minutos Depois da Meia-Noite (em inglês:  A Monster Calls) é um livro juvenil de fantasia escrito por Patrick Ness, a partir de uma ideia original de Siobhan Dowd, ilustrado por Jim Kay e publicado em 2011. A ação decorre na Inglaterra no presente e segue a história de um rapaz com dificuldades para lidar com as consequências do cancro terminal da mãe. Em várias ocasiões, o rapaz recebe a visita de um monstro que lhe conta histórias a meio da noite. Siobhan Dowd tinha cancro terminal quando começou a trabalhar no livro e morreu antes de conseguir terminá-lo.
Patrick Ness e o illustrator Jim Kay venceram a Medalha Carnegie e a Medalha Kate Greenaway em 2012, os prémios atribuídos pelas bibliotecas britânicas aos melhores livros infantis e juvenis do ano. Esta foi a primeira vez que tanto o autor como o ilustrador receberam estas medalhas.
Em 2016, estreou uma adaptação ao cinema deste livro, dirigida por J. A. Bayona e com argumento do próprio Patrick Ness.

## Origem
Siobhan Dowd concebeu a ideia do livro durante a sua própria doença terminal. A autora falou da ideia e assinou um contrato para a escrever com a editora Denise Johnstone-Burt da Walker Books, que também já tinha trabalhado com Patrick Ness. Após a morte de Siobhan em agosto de 2007, a Walker Books pediu a Patrick Ness para escrever a história. Mais tarde, a editora e o autor pediram a Jim Kay para a ilustrar, no entanto Patrick e Jim só se conheceram pessoalmente quando o livro foi publicado em maio de 2011.
Após vencer a Medalha Carnegie, Patrick Ness falou do processo de escrita do livro com o jornal The Guardian:
Não teria aceitado o trabalho se não tivesse liberdade total para o levar onde precisava de o levar. Se achasse que estava a ser limitado de alguma forma, mesmo que fosse por boas razões,penso que isso teria prejudicado a história. E não fiz isto por razões egocêntricas, por achar que as minhas decisões estavam, de alguma forma, automaticamente certas ou algum disparate desses, mas porque eu sei que era isto que a Siobhan teria feito. Ela teria libertado a história e deixá-la crescer e mudar, por isso não estava a tentar adivinhar o que ela teria escrito, estava apenas a seguir o mesmo processo que ela teria seguido, o que é diferente.
(...)
Digo sempre que pareceu uma conversa privada entre mim e ela e que a maioria do processo resumiu-se a mim a dizer: "olha com o que nos estamos a safar". 
Jim Kay foi escolhido para ilustrar o livro depois de ter ilustrado uma cena a pedido do diretor artístico Ben Norland:
Tinha outros compromissos, por isso tive um fim-de-semana para criar uma imagem e criei com alguma pressa a cena do Monstro a debruçar-se sobre a casa. Utilizei uma técnica que nunca tinha experimentado antes muito por falta de tempo.
(...)
Imagino a história como um filme ou uma peça de teatro em movimento e começo a construir os adereço e a criar o cenário à volta das personagens. Adoro a atmosfera e penso que era para isso que queria contribuir. Se me tivessem deixado sozinho, teria evitado todas as cenas chave porque estava apreensivo em abordá-las, mas o Ben foi fantástico, deu-me a estrutura do livro e, felizmente, insistiu que eu abordasse os elementos explosivos e energéticos do livro.

## História
Conor O'Malley, um rapaz de treze anos, acorda de um pesadelo recorrente que tem há alguns meses: "aquele com a escuridão e o vento e os gritos".
Sete minutos depois da meia-noite, uma voz chama-o a partir do exterior da janela do seu quarto, virada para uma igreja antiga e para o seu cemitério protegido por um teixo. Conor dirige-se à janela e conhece o monstro que o chamou, uma massa imponente de ramos e folhas que criam uma forma humana a partir do teixo. O monstro fica intrigado por Conor não mostrar medo e insiste que Conor o chamou. O monstro afirma que é uma versão do Homem Verde e avisa-o que lhe vai contar três histórias verídicas e depois Conor deverá contar a sua própria história e, se não for verdadeira, o monstro vai comê-lo.
O monstro continua a encontrar-se com Conor, quase sempre às 00:07 ou às 12:07 para lhe contar histórias de pessoas que o invocaram.
Entre as suas histórias, que têm como objetivo demonstrar as complexidades inerentes aos humanos, o autor revela que a mãe de Conor está a fazer tratamentos de quimioterapia e que tem cancro terminal há um ano. Conor está isolado e sozinho. O seu pai usa a sua nova família nos Estados Unidos como desculpa para se afastar e não o apoiar. A sua relação distante com a sua avó exigente e fria também não lhe dá conforto. Conor é vítima de bullying na escola e distanciou-se de todas as pessoas da sua vida, mantendo contacto social apenas com o monstro. À medida que a história progride, o estado de saúde da sua mãe piora e os encontros de Conor com o monstro têm consequências cada vez mais devastadoras.